# 拉阿日
拉阿日（法語：Lahage，法語發音：[la.aʒ]）是法国上加龙省的一个市镇，属于米雷区。

## 地理
拉阿日（43°26'30"N, 1°3'40"E）面积7.65 平方千米，位于法国奧克西塔尼大區上加龙省，该省份为法国西南部内陆省份，西南端与西班牙接壤，自此顺时针与上比利牛斯省、热尔省、塔恩-加龙省、塔恩省、奥德省和阿列日省接壤。
与拉阿日接壤的市镇（或旧市镇、城区）包括：蒙格拉斯、福尔格、里约姆、佩贝、圣卢布。

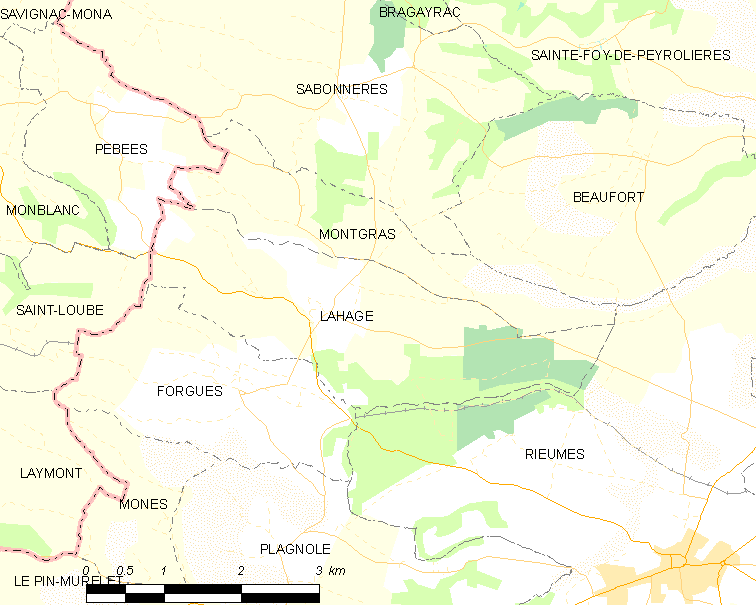
拉阿日的OSM定位图

拉阿日的时区为UTC+01:00、UTC+02:00（夏令时）。

## 行政
拉阿日的邮政编码为31370，INSEE市镇编码为31266。

## 政治
拉阿日所属的省级选区为卡泽尔县。

## 人口

1962-2008年间拉阿日人口变化图示

拉阿日于2022年1月1日时的人口数量为205人。